# Genoui
Der Genoui ist ein Dolch aus Marokko und angrenzenden Gebieten.

## Beschreibung
Der Genoui hat, im Gegensatz zum Khoumija, eine gerade Klinge. Manche Varianten haben eine kleine Parierstange. Die Hauptnutzer sind die Reguibat, welche in den Wüstenregionen des südlichen Marokko, Algeriens und nördlichen Mauretaniens leben. Der Ursprung dieses Dolches ist nicht geklärt. Laut Alain Jacob bedeutet die Bezeichnung Genua-Stil und meint dabei die italienische Stadt. Christopher Spring ist hingegen der Meinung, dass mit der Bezeichnung das westafrikanische Guinea gemeint ist. Aus Guinea-Bissau und benachbarten Regionen der westafrikanischen Küste wurden Dolche in umliegende Gebiete exportiert. Diese wurde wiederum durch die europäischen Dolche der Renaissance beeinflusst. Der Genoui wurde bis in das 20. Jahrhundert produziert.